# GNOME Calculator
La Calculadora de GNOME (antigament coneguda com a GCalctool) és la calculadora de l'escriptori GNOME. És capaç de resoldre equacions.

## Modes
Té cinc modes de funcionament:
- Bàsic: interfície per operacions aritmètiques bàsica, semblant a una calculadora de butxaca.
- Avançat: interfície amb funcions científiques i conversió d'unitats.
- Financer: interfície enfocada als càlculs financers i conversió de divises.
- Programació: interfície amb opció de fer operacions bit a bit i conversió de bases.
- Teclat: amaga els botons de la interfície i en canvi tot l'espai és ocupat pel resultat, orientada a ser utilitzada amb el teclat.

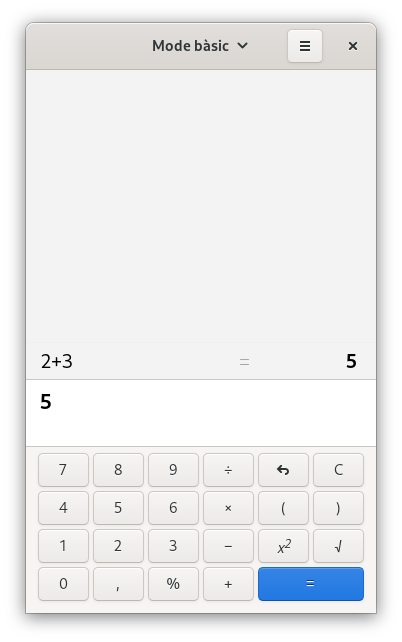
Mode bàsic
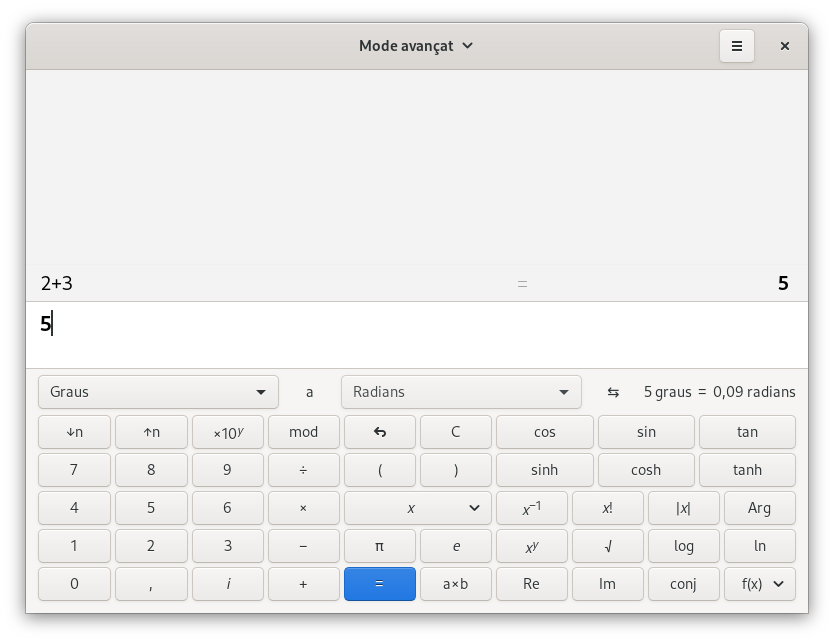
Mode avançat
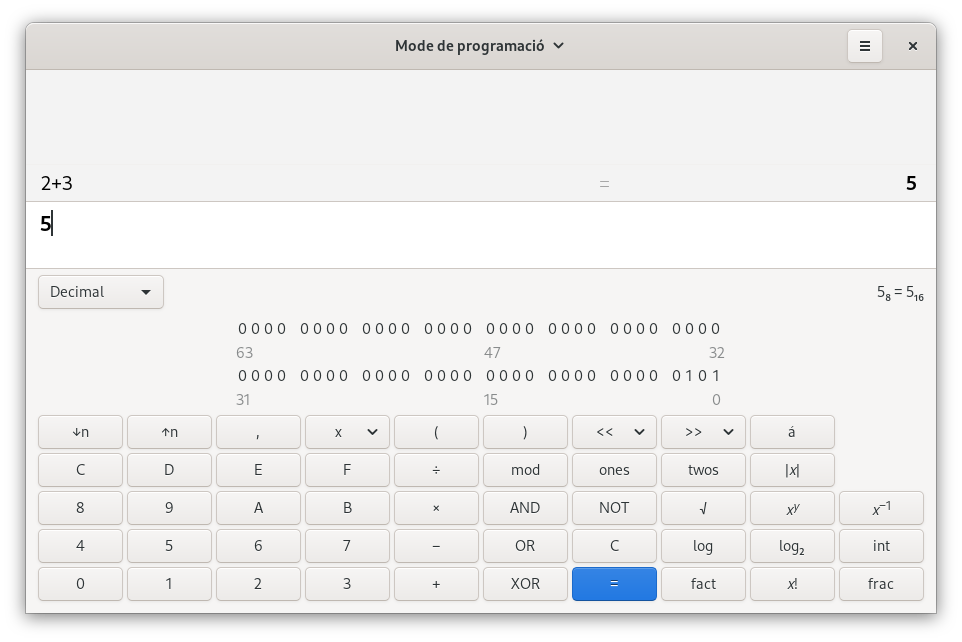
Mode financer
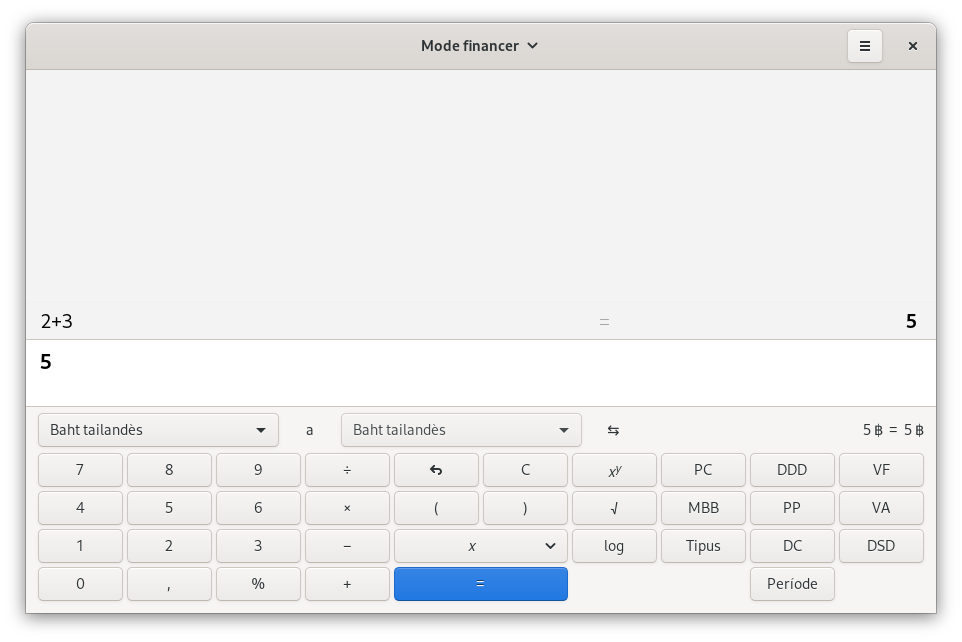
Mode de programació
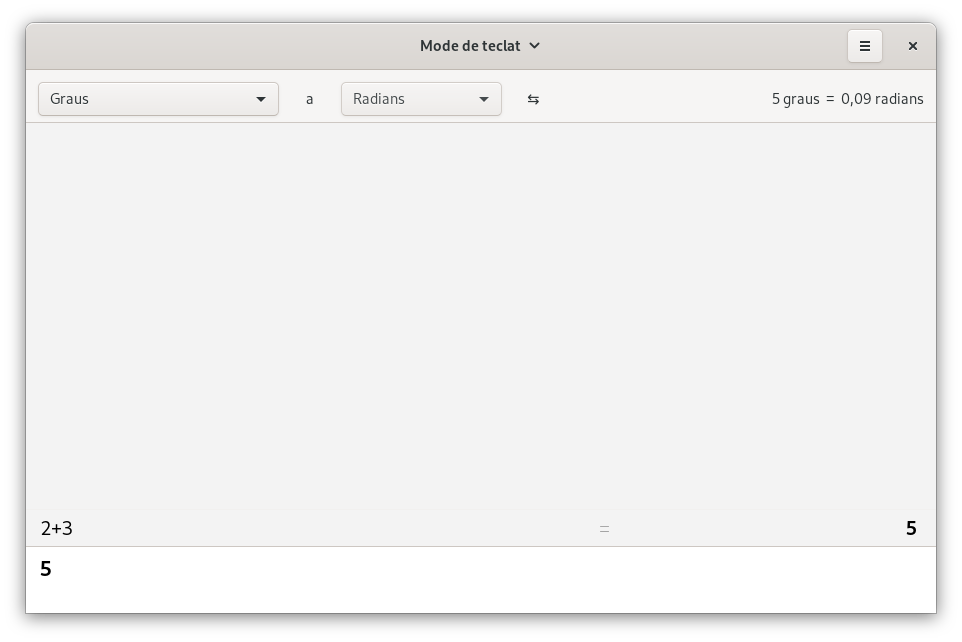
Mode de teclat